# Pat Cox
Pat Cox (Dublín, Irlanda, 1952) és un polític irlandès que fou President del Parlament Europeu entre els anys 2002 i 2004.

## Biografia
Va néixer el 28 de novembre de 1952 a la ciutat de Dublín, va viure de petit a la ciutat de Limerick. Va estudiar economia a la Universitat de Dublín, on es va diplomar l'any 1974. Posteriorment va esdevenir professor d'economia a l'Institut d'Administració Pública de la seva ciutat natal així com a la Universitat de Limerick, interessant-se sobretot per les qüestions més europeistes.
Entre 1982 i 1986 presentà el programa "Today Tonight" a la Radio Telefís Éireann (RTE) en el qual s'emetien reportatges d'investigació i amb el qual cobrí les eleccions als Estats Units d'Amèrica, el Regne Unit i França.

## Carrera política
En les eleccions europees de 1989 fou escollit eurodiputat del Parlament Europeu en representació del partit polític Progressive Democrats (PDs). El 1992 en les eleccions Generals irlandeses fou escollit membre del Dáil Éireann (Parlament irlandès) per la circumscripció de Cork. Anà escalant posicions dins el seu propi partit, arribant a disputar el seu lideratge l'any 1993, perdent però davant Mary Harney.
L'any 1994 abandonà el seu partit per desavinences sobre la seva acta de diputat europeu, que el seu partit reclamava per Desmond O'Malley. Aquell any fou reelegit diputat europeu com a membre independent, i fou nomenat vicepresident de l'Aliança dels Liberals i Demòcrates per Europa (ALDE), quart grup de la cambra de diputats. El 1998 fou escollit líder d'aquest grup i participà activament en contra de l'acció política de la Comissió Europea encapçalada per Jacques Santer, aconseguint la seva dimissió el 1999.
El juny d'aquell any aconseguí renovar la seva acta d'eurodiputat, i en virtuts del pactes de les principals forces europees realitzats al Parlament fou escollit, com a líder de l'ALDE, President del Parlament Europeu el 15 de gener del 2002, succeint Nicole Fontaine (Partit Popular Europeu). Dimití del càrrec el 20 de juliol del 2004, sent substituït per Josep Borrell (Partit Socialista Europeu).
El 20 de maig de 2004 fou guardonat amb el Premi Internacional Carlemany pels seus actes en favor de l'ampliació de la Unió Europea i la democràcia.